# Mastacembelus ellipsifer
Mastacembelus ellipsifer é uma espécie de peixe da família Mastacembelidae.
Pode ser encontrada nos seguintes países: Burundi, República Democrática do Congo, Tanzânia e Zâmbia.
Os seus habitats naturais são: lagos de água doce.
Está ameaçada por perda de habitat.